# Массовое убийство в школе Гыски
Взрыв и гибель детей в школе № 20 села Гы́ска Бенде́рского района — преступление, совершенное 4 апреля 1950 года в селе Гыска Молдавской ССР. Виновником взрыва был Влади́мир Гео́ргиевич Тата́рников, педагог, занимавшийся военной подготовкой. Он совершил взрыв в школе, в результате которого погибло 23 человека и он сам.

## Личность преступника
Владимир Георгиевич Татарников родился 25 июля 1920 года в Тулуне (Иркутская область). Рос в детдоме, в апреле 1940 года был призван в РККА, служил в Кызыле (в Тувинской Народной Республике), воевал на фронте Великой Отечественной Войны (младший лейтенант в 3-м гвардейском мотострелковом полку), затем был офицером запаса. Комиссия установила, что в 1948 году его исключили из партии за некий проступок в Ташкенте, где он, по свидетельству его коллег, работал в пожарной охране. У него были жена и сын — супруги развелись, после чего бывшая жена и сын проживали в Куйбышеве.
Осенью 1949 года Татарников прибыл в Молдавскую ССР. В поисках работы он приехал в Бендеры, где 15 сентября познакомился с начальником районного отдела ДОСАРМ (с 1951 года ДОСААФ СССР) Седенко, который рассказал ему, что, возможно, будут набирать минёров. Так никуда и не устроившись, в октябре Татарников пришёл к Седенко и был принят на работу, после чего одновременно работал минёром в ДОСАРМ и военруком (преподавателем военного дела) в школе № 20 села Гыска.

## Подготовка и взрыв в школе

### Мотивы
Наиболее вероятной причиной происшествия считается неразделённая любовь, которую бывший фронтовик Владимир Татарников питал к преподавательнице Наталье Дмитриевне Донич. Всё село было в курсе романа между ними, однако Донич решила разорвать с ним отношения. По показаниям знакомых, основной причиной расставания между Донич и Татарниковым явились его неадекватное поведение и угрозы расправы, возникшие на почве сильной ревности.

### Подготовка
Татарников рассказал другим преподавателям, что родился 3 апреля (что не соответствовало действительности) и он хочет отпраздновать день рождения вместе с коллегами, накрыв столы во дворе школы (он намеревался устроить взрыв во время празднования).
Готовясь устроить взрыв, Татарников похитил в ДОСАРМ 12 килограммов взрывчатки (предположительно, тот факт, что взрывчатка была похищена со склада ДОСАРМ, послужил причиной того, что взрыв в школе старались не оглашать, боясь придать делу политическую окраску), о чём свидетельствуют послания, которые он оставил председателю ДОСАРМа и председателю райисполкома:

«Никого не обвиняйте в случившемся. 12 килограммов тола я взял на складе»
Накануне трагедии он написал бывшей жене предсмертную записку, в которой сообщал, что планирует самоубийство и просит передать привет сыну.
3 апреля 1950 года состоялось празднование по случаю вымышленного дня рождения. Донич на него не пришла и Татарников отложил осуществление своего плана до следующего дня.

### Преступление
4 апреля, на следующий день после «дня рождения», Татарников был замечен возле школы с подозрительным свёртком. На вопрос уборщицы, что находится внутри, он ответил, что это «гостинец для Наташи». Затем он направился к кабинету Донич. Во время урока русского языка Татарников внезапно быстро вошёл в класс с зажжённым фитилём в руках; он схватил учительницу, прижал её к себе и дал ученикам команду как можно скорее покинуть классное помещение. По всей видимости, Татарников намеревался убить лишь себя и Донич и не собирался причинять вред кому-либо ещё, но взрыв произошёл раньше, чем он планировал — всего через несколько секунд после команды бежать, когда часть пятиклассников ещё не успела не только выбежать из кабинета, но даже осознать, что происходит. Остальные ученики не подозревали, что происходит в кабинете Донич, поэтому оставались в своих кабинетах.
Всего от действий Татарникова погибли 24 человека: он сам, Наталья Донич, ещё один преподаватель и 21 ученик.

### Расследование
В ходе довольно детального партийного разбирательства, продлившегося около недели, основными виновниками случившегося были признаны сотрудники республиканской ДОСАРМ. В вину им поставили принятие решения о самостоятельном, в обход действующего порядка, проведении минно-взрывных работ по обезвреживанию найденных боеприпасов. Руководитель организации Пьерсанже-Петров в итоге лишился должности и был исключён из партии. Начальник Бендерского райотдела ДОСАРМ Седенко (административно село Гыска относилось к городу Бендеры), который принимал на работу Татарникова и фактически допустил ситуацию, при которой тот смог беспрепятственно завладеть тротилом, был арестован и привлечён к уголовной ответственности.
Комиссия выявила грубейшие нарушения в части порядка выдачи и хранения взрывчатых веществ, которые выдавались без надлежаще оформленных документов и хранились как попало, часто прямо в рабочих кабинетах сотрудников ДОСАРМ. Все опрошенные комиссией должностные лица и чиновники изо всех сил пытались выгородить себя и свои ведомства, стараясь переложить ответственность на кого-нибудь другого. В частности, начальник ДОСАРМ Пьерсанже-Петров ссылался на то, что не мог спокойно наблюдать, как люди страдают от регулярных подрывов, и стремился как можно скорее провести разминирование. Помимо этого, руководство Молдавии предъявило претензии представителям Одесского военного округа, которые должны были заниматься разминированием территории Молдавии, но фактически перепоручили эту работу сотрудникам ДОСАРМ.
Оглашать информацию о произошедшем было запрещено, имя преступника было засекречено. Часть материалов «комиссии ЦК КП(б) Молдавии по делу взрыва в школе и гибели детей в селе Гыска Бендерского района 4 апреля 1950 года» до сих пор не выдаётся для ознакомления в связи с формальным наличием грифа секретности.

### Память
Всех выживших детей до окончания учебного года перевели обучаться в другое помещение, выпуск всей школы в том году насчитывал только пятерых учеников. К сентябрю было построено новое здание школы. Новое здание функционировало в качестве школы до 1986 года, а летом 1992 года было уничтожено в ходе приднестровского конфликта.
Ежегодно в селе Гыска проводятся траурные мероприятия. Оставшиеся в живых учащиеся задались целью основать памятник в честь погибших. 9 февраля 2006 года сессией горсовета было принято решение о строительстве памятника и о формировании внебюджетного фонда для его финансирования.